# Nikolai Wassiljewitsch Wassiltschikow

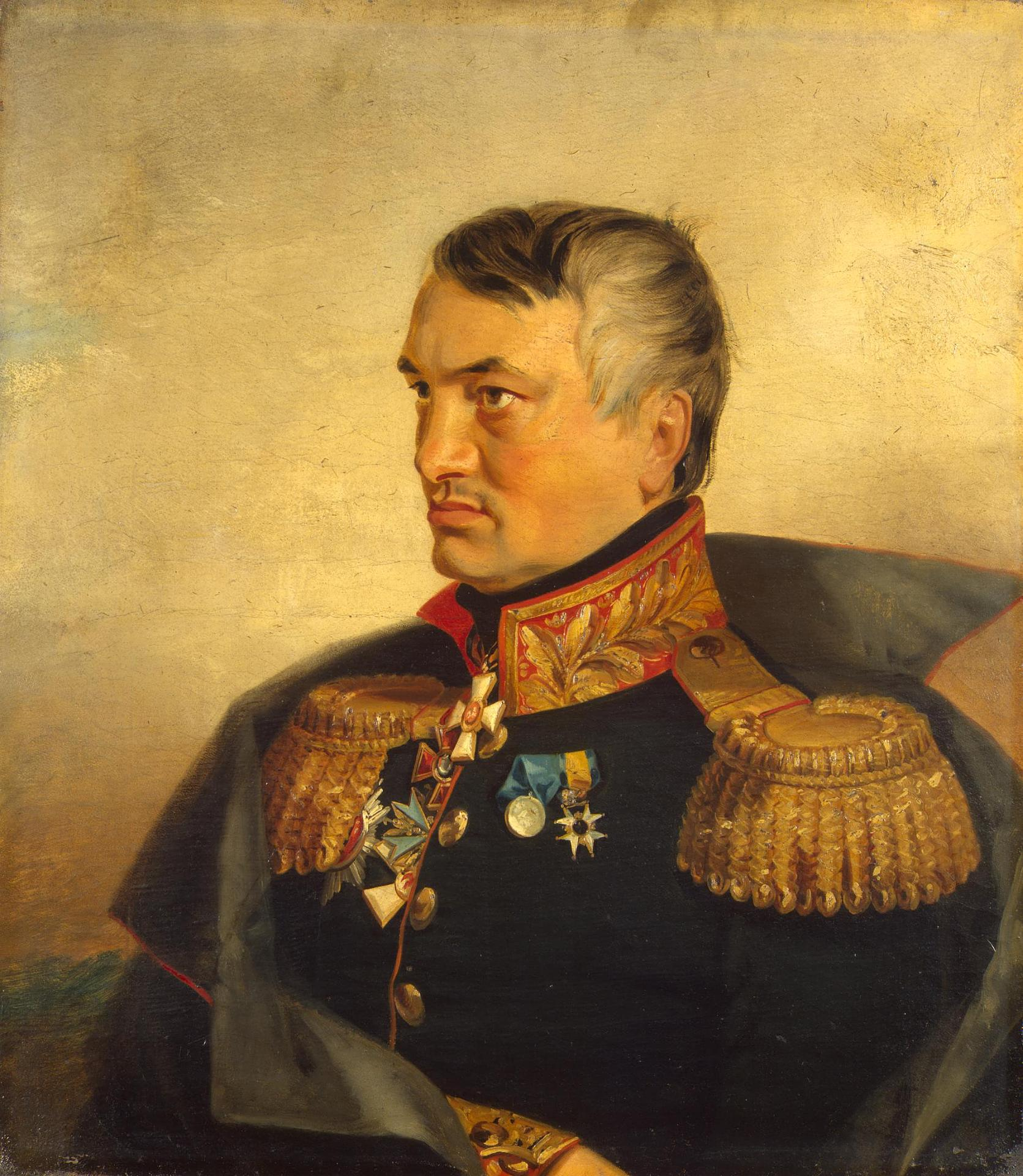
Nikolai Wassiljewitsch Wassiltschikow

Nikolai Wassiljewitsch Wassiltschikow (russisch: Никола́й Васи́льевич Васи́льчиков; * 1781; † 25. Dezember 1849) war ein russischer Generalmajor, Staatsrat und Gouverneur von Orjol.

## Leben
Im Jahre 1784 trat N.W. Wassiljewitsch als Sergeant in das Ismailowski Leibgarde-Regiment ein und absolvierte seinen Wehrdienst. Am 8. Februar 1796 wurde er im Rang eines Wachtmeisters in das Berittene Leibgarde-Regiment übernommen und im November 1796 zum Kornett befördert. Es folgten die Beförderungen zum Leutnant (1799), Stabskapitän (1799), Kapitän (1801) und zum Oberst (1802). Dann wurde er in ein Kürassier-Regiment versetzt und nahm 1805 an den Kriegshandlungen im Dritten Koalitionskrieg teil. Die nächsten Einsätze waren von 1806 bis 1807 mit einem Dragoner-Regiment während des Vierten Koalitionskriegs bei Gołymin-Ośrodek und 1807 als Kommandeur des Dragoner-Regiments in der Schlacht bei Preußisch Eylau. Für seine militärischen Erfolge wurde er mit russischen und ausländischen Orden und Ehrenzeichen dekoriert. 1810 übernahm er das Livländische-Dragoner-Regiment und führte es während des Russisch-türkischen Krieges in den Jahren 1810–1812. Danach übernahm er das Vyatka-Infanterie-Regiment und zeichnete sich in den Gefechten bei Wolkowysk aus. 1813 wurde er während der Kämpfe in der Schlacht bei Großgörschen zum Generalmajor befördert. Es folgten weitere Einsätze in der Schlacht bei Bautzen, der Völkerschlacht bei Leipzig und Gefechten bei Kassel. Als Brigadekommandeur führte er die 2. Brigade der 22. Infanterie-Division und die 2. Brigade der 1. Husaren-Division. Am 18. Januar 1824 wurde er aus gesundheitlichen Gründen aus der Kaiserlich-russischen Armee entlassen und mit allen Privilegien in den Ruhestand versetzt.
Er wurde zum örtlichen Adelsmarschall gewählt und war von 1837 bis 1841 Gouverneur von Orjol, gleichzeitig wurde er zum Mitglied des Staatsrates ernannt.

## Auszeichnungen
- Russischer Orden der Heiligen Anna, 1. Klasse
- Russischer Orden des Heiligen Georg, 3. Klasse und 4. Klasse
- Russischer Orden des Heiligen Wladimir, 3. Klasse und 4. Klasse
- Russisches „Goldenes Schwert für Tapferkeit“
- Preußischer Militärorden „Pour le Mérite“
- Preußischer Verdienstorden „Roter Adler“
- Schwedischer Militärverdienstorden „Schwertorden“

## Herkunft und Familie
N.W. Wassiltschikow stammte aus dem Bojarengeschlecht Wassiltschikow, sein Vater war der russische Brigadegeneral Wassili Alexejewitsch Wassiltschikow (1754–1830). Seine Brüder waren der spätere Fürst Illarion Wassiljewitsch Wassiltschikow (1776–1847) und der Generalmajor Dimitri Wassiljewitsch Wassiltschikow (1778–1859).
Im Jahre 1815 heiratete Nikolai Wassiljewitsch Christine Elisabeth von Pröbsting, die in 1. Ehe mit Generalleutnant Axel von Hahn († 1814) verheiratet war. Das Ehepaar Nikolai und Christine hatte zwei Kinder:
- Nikolai Nikolajewitsch Wassiltschikow (1816–1847) diente als Kornett und sorgte für einen gesellschaftlichen Skandal. Heimlich heiratete er Maria Petrowna Ivanova (1817–1850), die Ehefrau des russischen Komponisten Michail Iwanowitsch Glinka (1804–1857). Die Scheidungsverhandlungen zogen sich über viele Jahre hin und führten letztendlich, im Jahre 1846, zum Ungültigkeitsbeschluss dieser Ehe.
- Katharina Nikolajewna Wassiltschikowa (1818–1895) war Hofdame am Kaiserlichen Hof und mit Generalmajor Dmitri Nikolajewitsch Ermolow (1805–1872) verheiratet.